# أرتيوم سوكولوف
أرتيوم سوكولوف هو لاعب كرة قدم روسي في مركز الوسط، ولد في 1 أبريل 2003 في ياكوتسك في روسيا. لعب مع FC Chertanovo Moscow ‏.

## وصلات خارجية
- أرتيوم سوكولوف على موقع قاعدة بيانات كرة القدم.إي يو (الإنجليزية)
- أرتيوم سوكولوف على موقع Soccerway.com (الإنجليزية)
- أرتيوم سوكولوف على موقع عالم كرة القدم.نت (الإنجليزية)